# نازک‌مرغ بال‌سفید
نازک‌مرغ بال‌سفید (نام علمی: Apalis chariessa) نام یک گونه از سرده نازک‌مرغ است.